# 안나경
안나경(1989년 10월 10일~)은 대한민국의 아나운서이다.

## 이력
- 2014년 3월~ JTBC 아나운서

## 학력
- 숙명여자대학교 정보방송학과 학사

## 출연 작

### 뉴스
- JTBC 《JTBC 뉴스 아침&》(2014년 5월 20일~2015년 1월 2일)
- JTBC 《JTBC 뉴스룸 (주말)》(2015년 1월 3일~2016년 4월 10일, 2024년 3월 16일~현재)
- JTBC 《JTBC 뉴스룸 (주중) - 스포츠 뉴스》(2015년 1월 5일~2015년 7월 9일)
- JTBC 《JTBC 뉴스룸 (주중)》(2016년 4월 18일~2023년 7월 14일)

### 그 외
- JTBC 《다큐 플러스》 9회: 우리 동네! 민주주의를 만나다(2018년 4월 29일) - 내레이션